# Скочук Марія Максимівна
Марі́я Скочу́к (2005);— українська більярдистка

## З життєпису
Народилася 2005 року в місті Чернівці. Почала займатися більярдом у віці близько семи років і з 2013 року регулярно бере участь у всеукраїнських юнацьких турнірах. Її перші успіхи прийшли в 2016 році, коли вона виграла дві бронзові медалі на Кубку України серед молоді. Через два роки вона виграла свій перший із двох титулів національного юніорського чемпіонату.
Після вильоту в попередньому раунді своїх перших двох виступів на молодіжних чемпіонатах світу (2018, 2019), дійшла до чвертьфіналу в 2021 році, в якому програла росіянці Уляні Антоновій. Також виграла молодіжні турніри «Prince Open» і «Solar Open» 2019 року.
Серед жінок вперше взяла участь у чемпіонаті України 2016 року в комбінованій піраміді. Після невдачі в попередніх раундах (комбінована піраміда-2019, динамічна піраміда-2019), посіла четверте місце на Чемпіонаті з вільної піраміди-2019. Здобула свій перший титул на Кубку України після поразки у півфіналі від Ганни Котляр.
Стала чемпіонкою України 2020 року у дисципліні «вільна піраміда» та віце-чемпіонкою-2021 у комбінованій піраміді.
Була переможницею на Чемпіонаті з комбінованої піраміди 2020 року. Стала чемпіонкою України з вільної піраміди-2020, перемігши у фіналі Яну Василову.
На початку 2021 року пробилася до фіналу чемпіонату країни з комбінованої піраміди та зазнала поразку від Ганни Котляр.
У лютому 2022 року вийшла у фінал Кубка України, поступившись Анастасії Коваленко.
Досягнення
- 2020 — переможниця Чемпіонату
- 2021 — фіналістка Чемпіонату
- 2022 — фіналістка Кубка України